# Лю Сяобо
Лю Сяобо (кит. трад. 劉曉波, упр. 刘晓波, пиньинь Liú Xiǎobō; 28 декабря 1955, Чанчунь — 13 июля 2017, Шэньян) — китайский правозащитник, литератор. Лауреат Нобелевской премии мира 2010 года.

## Биография

### Ранние годы
Лю Сяобо родился 28 декабря 1955 года в городе Чанчунь в семье университетского профессора-коммуниста, который подвергся преследованиям во время Культурной революции и был сослан в сельскую местность. В молодости он работал сельскохозяйственным рабочим, рабочим на заводе, затем поступил в университет провинции Гирин.
После окончания университета Лю Сяобо стал преподавателем филологии и в 1988—1989 годах был в командировке в США и в Норвегии. В 1988 году в интервью гонконгской журналистке на вопрос о том, сколько потребуется времени КНР, чтобы пройти настоящую историческую трансформацию, он ответил: «Триста лет колониализма потребуется для этого Китаю, потому что, посмотрите, сто лет колониализма потребовалось Гонконгу для того, чтобы он стал таким, какой он сегодня, а учитывая, какой большой Китай, какая это огромная страна с огромным населением, то не менее 300 лет колониального режима в Китае может содействовать такой настоящей исторической трансформации». Эту цитату власти КНР используют в своей пропаганде, чтобы представить Лю Сяобо предателем национальных интересов.

### Политический диссидент
В 1989 году во время протестов на площади Тяньаньмэнь Лю Сяобо вернулся в КНР и убеждал студентов мирно покинуть площадь для избежания жертв. За поддержку студентов он был арестован и находился в тюрьме с июня 1989 по январь 1991 года. В мае 1995 года он был снова арестован за критику властей и пробыл в заключении 6 месяцев, был освобождён, когда написал письмо с признанием своих ошибок. В 1996 году за продолжение диссидентской деятельности был вновь арестован и до 1999 года находился в исправительном лагере.
Лю Сяобо с 2003 года возглавлял китайский ПЕН-центр. В 2008 году он подписал Хартию-08 c требованием демократических реформ.

### Тюремный срок
8 декабря 2008 года, за два дня до планировавшейся публикации хартии, Лю Сяобо был арестован. В декабре 2009 года он был приговорён к 11 годам заключения за подстрекательство к подрыву государственного строя.
Это решение осудили Евросоюз, США и Управление Верховного комиссара ООН по правам человека, а в начале 2010 года Вацлав Гавел, Далай-лама XIV и другие лица выдвинули его на соискание Нобелевской премии, после чего представитель МИД Китая заявил, что присуждение ему премии было бы «совершенно ошибочным».

### Нобелевская премия
8 октября 2010 года Лю Сяобо была присвоена Нобелевская премия мира за длительную ненасильственную борьбу за основные права человека в Китае.
Министерство иностранных дел КНР заявило, что такое награждение противоречит нобелевским принципам, поскольку Лю Сяобо находится в тюрьме за нарушение китайских законов, в то время как Нобелевская премия была создана в интересах укрепления мира и дружбы между народами и разоружения.
Китайские средства массовой информации ничего не сообщили о присуждении Нобелевской премии Лю Сяобо.
После того как Лю Сяобо был объявлен лауреатом Нобелевской премии мира, китайские власти организовали визит Лю Ся, жены Лю Сяобо, в тюрьму на северо-востоке Китая, где находился в заключении её муж. По словам Бет Шванке, юриста из американской правозащитной организации, выступающей в роли адвоката Лю Сяобо, он заплакал, когда узнал, что ему присуждена Нобелевская премия. По её словам, он хотел посвятить эту награду всем погибшим в выступлениях в поддержку демократии на площади Тяньаньмэнь в 1989 году.
После того как Лю Ся навестила своего мужа в тюрьме, она была помещена под фактический домашний арест. Ей не разрешают покидать свою квартиру, и никому не разрешают приходить к ней. У неё также отключили телефон. Европейский дипломат, который хотел доставить ей поздравление от президента Европейской комиссии, не смог преодолеть полицейский кордон. В сообщении, размещённом на её странице в Твиттере, Лю Ся писала, что не знает, когда ей разрешат выйти из дома или связаться с кем-либо.
При вручении Нобелевской премии мира Лю Сяобо отсутствовали послы Афганистана, Вьетнама, Венесуэлы, Египта, Ирака, Ирана, Казахстана, КНР, Колумбии, Кубы, Марокко, Пакистана, Саудовской Аравии, Сербии, Судана, Туниса и Филиппин. Российский посол также отсутствовал, но официально это было объяснено тем, что у него была запланирована поездка. Украина была представлена на церемонии первым секретарем посольства в Норвегии Ириной Билорус. Лю Сяобо стал одним из немногих лауреатов Нобелевской премии, которому не только не разрешили присутствовать на церемонии вручения, но и не позволили её получить даже через родных и близких.

### Болезнь и смерть
В июне 2017 года стало известно, что в тюрьме у Лю Сяобо диагностировали рак печени. Из тюрьмы в качестве условно-досрочного освобождения его перевели в больницу Китайского медицинского университета в Шэньяне, провинция Ляонин. Представители властей Германии, Великобритании, США и Евросоюза обращались к властям Китая с просьбой отправить Лю Сяобо за границу, однако ему не разрешили покинуть Китай.
Лю Сяобо скончался в возрасте 61 года 13 июля 2017 года.